# Paris-France
Paris-France était une société française de distribution. Elle exploita à partir de 1898 des grands magasins dans de nombreuses villes françaises. En 1955, elle créé avec les Magasins réunis, une centrale d'achat commune, Parunis, et exploiteront des magasins populaires sous cette enseigne. À partir de 1971, Paris-France se rapproche de la société Radar. En 1979 le Printemps lance une OPA sur Paris-France mais celle-ci est contrée par Radar qui l'année suivante prend le contrôle de la société et de ses filiales : les établissements Aux Dames de France, les établissements Au Capitole, la société rennaise de Grands magasins, les grands magasins A la Riviera, la Champenoise de Grands Magasins, le Grand Bazar de Toulouse, la société générale des Grands Magasins, Aux Trois-Quartiers, Madelios, Magmod soit en tout 32 grands magasins et 23 magasins populaires.
Avec la disparition de Radar comme société de distribution, transformé en holding financières, les grands magasins anciennement Paris-France sont revendus aux Galeries Lafayette qui les bascule sous cette enseigne ou en bascule certains en Monoprix.